# Juan Carlos Henao
Pour les articles homonymes, voir Henao.
Juan Carlos Henao, né le 30 décembre 1971 à Medellín (Colombie), est un footballeur colombien, qui évolue au poste de gardien de but
Henao ne marque aucun but lors de ses douze sélections avec l'équipe de Colombie entre 2000 et 2005. Il participe à la Copa América en 2004 avec la Colombie.

## Biographie
En tant que gardien pour le Once Caldas, en 2003, il remporta le championnat de Colombie Apertura, et en 2004, la Copa Libertadores avant d'être finaliste de la Coupe intercontinentale.
Il a en tout joué douze matchs pour l'équipe de Colombie. En 2004, Henao finit à la 5e place du prix décerné par le journal uruguayen El Pais concernant le meilleur joueur d'Amérique du Sud, après avoir collectionné 32 votes, et à la 8e place du meilleur gardien mondial de l'année au classement IFFHS, avec 29 points, à égalité avec le gardien portugais Vítor Baía.
Il signe ensuite un contrat d'un an avec le club brésilien de Santos le 3 janvier 2005. Lorsqu'il rejoint le Santos Futebol Clube pour un transfert libre après fin de contrat au début 2005, son ancien club du Once Caldas engagea des poursuites au tribunal et réclama des indemnités. Cette dispute et la demande sont rejetées par le tribunal de la FIFA le 26 février 2010.
Juan Carlos Henao rejoint ensuite le Real Cartagena le 3 février 2009. Il retourne ensuite dans son ancien club dans lequel il a tout connu, l'Once Caldas, le 23 juin 2010.

## Carrière
- 1991 : Dinastia Río Sucio
- 1992-2004 : Once Caldas
- 2002 : Atlético Bucaramanga
- 2005 : Santos FC
- 2005-2007 : Millionarios
- 2007-2008 : Maracaibo
- 2009-2010 : Real Cartagena
- 2010-nov. 2016 : Once Caldas  [8]

## Palmarès

### En équipe nationale
- 12 sélections et 0 but avec l'équipe de Colombie entre 2000 et 2005.
- Quatrième de la Copa América 2004.

### Avec Once Caldas
- Vainqueur de la Copa Libertadores en 2004.
- Vainqueur du Championnat de Colombie de football en 2003 (tournoi d'ouverture) et 2010 (tournoi de cloture).